# Кутнеј (Ајдахо)
Кутнеј (енгл. Kootenai) град је у америчкој савезној држави Ајдахо.

## Демографија
По попису из 2010. године број становника је 678, што је 237 (53,7%) становника више него 2000. године.
| Група             | 2000.       | 2010.       |
| Белци             | 429 (97,3%) | 627 (92,5%) |
| Афроамериканци    | 0 (0,0%)    | 0 (0,0%)    |
| Азијати           | 0 (0,0%)    | 3 (0,4%)    |
| Хиспаноамериканци | 7 (1,6%)    | 29 (4,3%)   |
| Укупно            | 441         | 678         |